# Čamlang

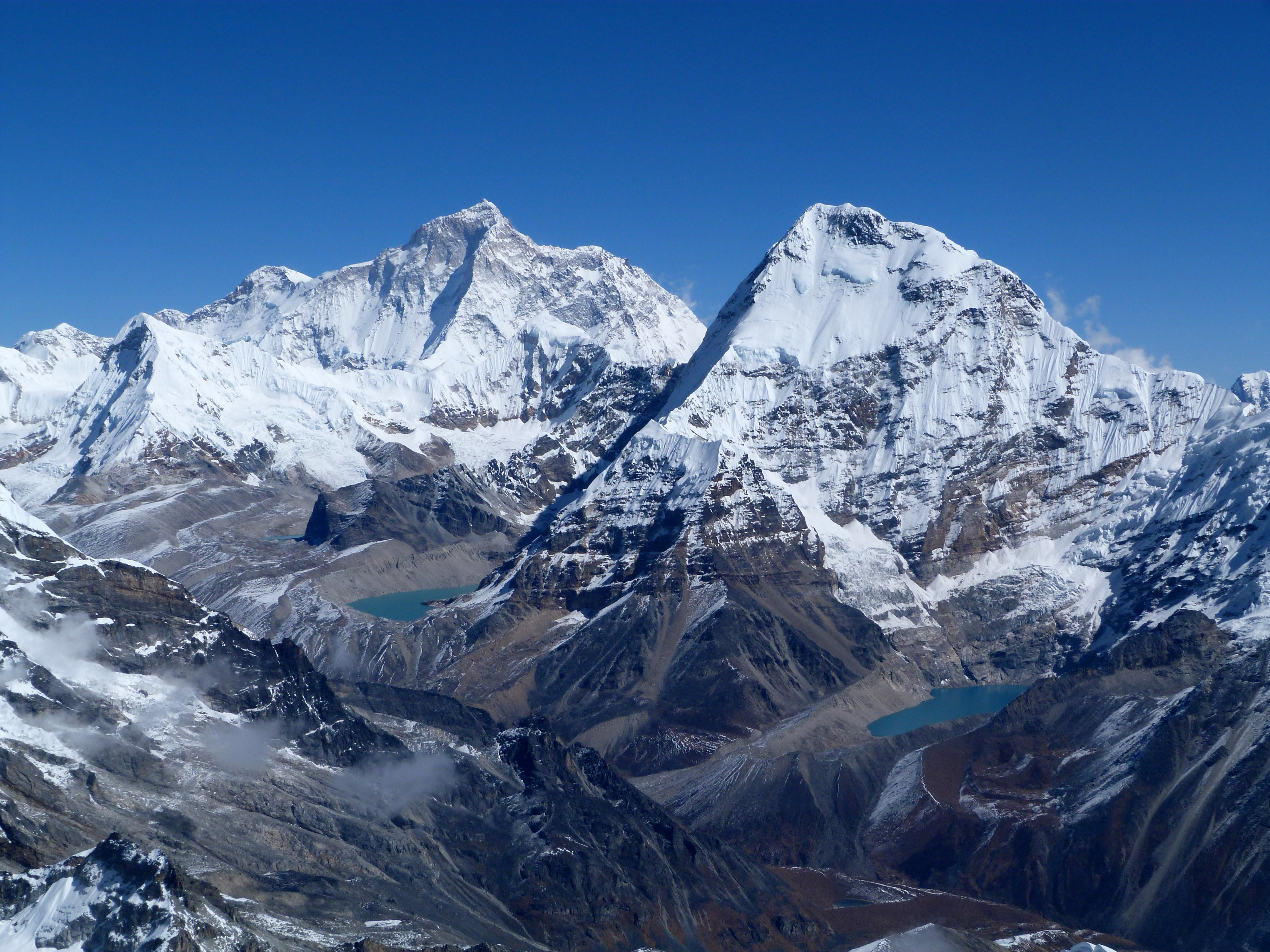
Makalu (vlevo) a Čamlang (vpravo)

Čamlang (také Chamlang) je hora v Nepálu v pohoří Himálaje. Leží nedaleko vrcholu Makalu a její výška je 7319 m n. m.

## Historie výstupů
Na vrchol poprvé vylezli 31. května 1962 Japonec Soh Anma a Ind Sirdar Pasang Phutar III. Výstupová trasa vedla od západního ledovce přes jižní hřeben k vrcholu.
Roku 2019 vystoupili na vrchol poprvé severozápadní stěnou Češi Marek Holeček a Zdeněk Hák.